# البيت العود (مسلسل)
البيت العود مسلسل تراثي شعبي بحريني من تأليف راشد الجودر ومن إخراج أحمد يعقوب المقلة من إنتاج تلفزيون البحرين عام 1993· 

## القصة
يروي المسلسل قصة شابان سافرا للخارج للتعلم، وعندما عادا كان كل شئ في بلدهم قد تغير كليا، فوجدا أن أهل البلد قد توقفوا عن العمل أو التعلم وأصيبوا باليأس والإحباط، فيتعهد الشابان بمحاربة هذا اليأس.

## الممثلون
- علي الغرير
- جمعان الرويعي
- أحمد مبارك
- مصطفى رشيد
- أماني محمد
- حميد مراد
- أنور جاسم
- عبدالله شويطر
- علي بحر
- إبراهيم بحر
- سعد البوعينين
- لطيفة المجرن
- خالد راشد
- يوسف بوهلول
- شيماء سبت
- ماجدة سلطان
- فهد مندي
- حسين الرفاعي